# Sophie Lamon
Sophie Lamon (* 8. Februar 1985 in Sion/Sitten) ist eine ehemalige Schweizer Degen-Fechterin. 
Lamon zählt zu den erfolgreichsten Fechterinnen der Schweiz. Bereits im Alter von 15 Jahren erreichte sie bei den Olympischen Spielen 2000 in Sydney die Silbermedaille mit dem Team um Gianna Hablützel-Bürki, Diana Romagnoli und Tabea Steffen, erst im Final waren sie dem russischen Team unterlegen.
Im selben Jahr gelang Lamon der Europameistertitel in Madeira, ausserdem wurde sie 2000 Weltmeisterin bei den Kadetten. Im Jahr 2001 wurde sie, erneut mit dem Schweizer Degen-Team, Vize-Weltmeisterin. Wieder wurde der Final gegen Russland verloren. In den folgenden Jahren erreichte Lamon keine weiteren grossen Erfolge, auch misslang die Qualifikation zu den Olympischen Spielen 2004 in Athen. Im Jahr 2005 wurde sie 2-fache Junioren-Weltmeisterin in Linz, sowohl im Einzel als auch mit dem Team glückte ihr der Titel. Die Stiftung Schweizer Sporthilfe zeichnete Lamon als Nachwuchsathletin des Jahres 2005 aus.
Nach den Junioren-Weltmeisterschaften musste sich Lamon Ende 2006 einer Hüftoperation unterziehen, deshalb gelang ihr die Qualifikation für die Olympischen Spiele 2008 in Peking erst bei der letzten Möglichkeit, indem sie Dritte beim Zonenturnier in Prag wurde. Bei Olympia schaffte sie einen Sieg über die venezolanische Aussenseiterin Maria Gabriela Martinez, im Achtelfinal scheiterte sie allerdings an der an Nummer 4 gesetzten Li Na. Der Teamwettbewerb war 2008 nicht olympisch.
Aufgrund anhaltender Hüftprobleme gab Sophie Lamon am 7. Januar 2011 ihren Verzicht auf die Olympischen Sommerspiele 2012 und den sofortigen Rücktritt vom Spitzensport bekannt.